# 古雷之歌

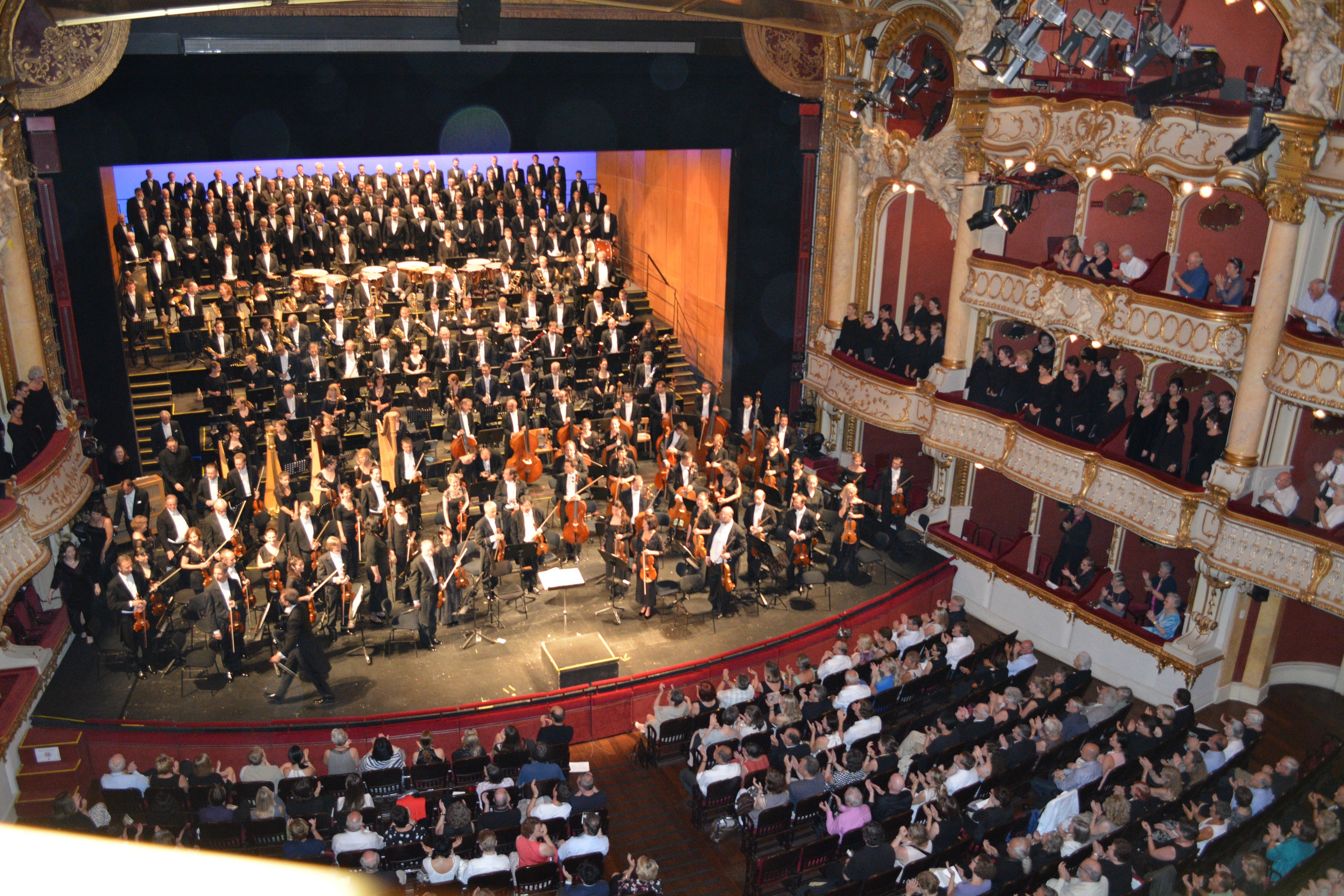
古雷之歌（2013年摄于格拉茨歌剧院）

《古雷之歌》（德語：Gurre-Lieder）是奧地利作曲家荀伯克的大型清唱劇音樂作品，本作品需要動用5位獨唱家及1位朗誦旁白者，再加上三隊男聲合唱團、一隊混聲合唱團及編制十分龐大的管絃樂團，由1900年起開始構思，斷斷續續的規劃及動筆，直至1911年11月才正式完成。樂曲依據丹麥作家雅各生（Jens Peter Jacobsen）於1868年創作，但直至他逝世時亦未完成的詩集《盛開的仙人掌花》（丹麥語：En Cactus springer ud）中的《古雷之歌》而獲得靈感（Gurresange），荀伯克依據由羅拔·亞諾所翻譯的德文譯本，把詩歌內容放進音樂內。

## 創作過程
1900年，荀伯克為參加由「維也納作曲家聯會」舉辦的作曲比賽，創作了一首以女高音、男高音及鋼琴的聯篇歌曲，寫作風格上有著濃厚的華格納的影子，可惜因在截止日期後才完稿，未能趕及遞交，不過，也因為這樣的緣故，才讓荀伯克對這首作品作重新的規劃。他在及後的時間，把作品加以擴展，首先是把原來的九首歌曲以過場段落串連起來，再為此加上了一個前奏部份，稱為「木鴿子之歌」，然後再加上現時的第二、第三部份，使整套作品有著基本的雛型，斷斷續續的創作一直至1903年，才因為在配器上過份艱辛而先擱置在旁，先創作其他的作品。這一攔置足足用了六年多的時間，直至1910年時才重新執筆。因此荀伯克自己也說過，這次未能趕及遞交，反而決定了這作品有新的命運。這時期他已經發表了幾首重要作品，包括作品11的《三首鋼琴作品》、作品16的《五首樂隊作品》，以及作品17的一人單幕劇《期待》；在個人生活上，他有機會遇見了馬勒，因著這次會面，亦令荀伯克對他的寫作及配器法深感興趣。這從重新投入本作品的配器時，於第三部份採用馬勒慣常使用的小組式合奏轉換，而非第一、二部份採用華格納式的多層疊合式的處理極為不同。另一方面，荀伯克在第三部份中，首度使用了說唱風格（Sprechgesang），一種日後廣泛使用在他的音樂作品的寫作手法。
整首樂曲的配器最終於1911年11月脫稿。

## 分析

### 配器
- 獨唱：1女高音（Tove，情婦多薇）、1女中音（Waldtaube，野鴿）、2男高音（Waldemar，國皇瓦爾德瑪四世、Claus Narr，克勞斯小丑（德语：Claus Narr））、1男中低音（Bauer，農夫）、1旁述
- 合唱：（只在第三部份出現）3隊男聲合唱團（最少細分4部）、1隊混聲合唱團（四聲部最少再細分為2部，只在最後一段出現。）
- 木管樂器：4短笛（兼任第5-8長笛）、4長笛、3雙簧管、2英國管（兼任第4-5雙簧管）、2高音單簧管（兼任第4-5單簧管）、3單簧管、2低音單簧管（兼任第6-7單簧管）、3巴松管、2低音巴松管
- 銅管樂器：10圓號（第7-10圓號兼任第1-4華格納低音號）、6小號、1低音小號（英语：Bass trumpet）、7長號（1支中音、4支次中音、1支低音、1支倍低音）、1大號
- 敲擊樂器：6定音鼓（部份時間需要第2鼓手）、中鼓、小鼓、大鼓、鈸（吊鈸及踫鈸）、三角鐵、棘輪、大鐵鎖鏈、鑼、木琴、鐘琴
- 鍵盤樂器：鋼片琴
- 絃樂器：20第1小提琴、20第2小提琴、16中提琴、16大提琴、12低音提琴、4豎琴

## 錄音推薦
- Abbado, Claudio. Sweet, Sharon. Jerusalem, Siegfried. Lipovšek, Marjana. Welker, Hartmut. Langridge, Philip. Sukowa, Barbara.  (CD). Deutsche Grammophon. Barcode 028943994422.

## 外部連結
- 雅各生《古雷之歌》原文 （页面存档备份，存于）
- 古雷之歌：国际乐谱典藏计划上的乐谱